# 积德泉酒
积德泉酒简称积德泉，是长春出产的一系列浓香型白酒和黄酒，民间传为源于1851年的“涌发合烧锅”，有记载的是积德泉烧锅的前身为清朝末年成立的“泉兴德烧锅”，1922年易手改为“积德泉烧锅”；并于1942年被选为伪满宫廷御酒。1948年当地易手后，当局接管酒坊，改为国企长春酿酒厂，后多次易名。2009年积德泉烧锅酿造技艺入選吉林省第二批省级非遗项目除白酒外，酒厂又研发了黄酒和保健药酒，其中有特色的为以玉米酿造的黄酒。